# گوردون دراموند
گوردون دراموند (انگلیسی: Gordon Drummond؛ ۲۷ سپتامبر ۱۷۷۲ – ۱۰ اکتبر ۱۸۵۴) نظامی و سیاست‌مدار اهل پادشاهی متحد بریتانیای کبیر و ایرلند بود.